# Копальня Мелроуз
Копальня Мелроуз — колишній гірничодобувний майданчик на південному сході Австралії, на острові Тасманія.
У 1915 році гірничодобувна та металургійна компанія Broken Hill Proprietary (BHP) ввела в дію свій перший металургійний комбінат у Ньюкаслі. Для забезпечення його потреб у флюсовому вапняку сама ж BHP почала розробку родовища Мелроуз, яке вирізнялось високою якістю продукту. Перший вантаж з Мелроуз відправили у травні 1916 року.
Розробка велась відкритим способом. Товарний вапняк відправляли залізницею до порту Давенпорт, де перевантажували на судна. Один потяг перевозив близько 220 тонн продукції.
Продуктивність копальні визначили як 6 тисяч тонн на тиждень, втім, тривалий час вона працювала з набагато меншим навантаженням. Про це свідчить накопичений станом на 1935 рік видобуток у 2 млн тонн та досягнутий в 1926/1927 фінансовому році піковий показник у 161 тисячу тонн.
У другій половині 1930-х комбінат в Ньюкаслі наростив свою потужність майже удвічі та став на якийсь час найбільшим металургійним комбінатом Британської імперії (крім того, в 1935-му BHP узяла під свій контроль металургійний комбінат у Порт-Кембла). Як наслідок, обсяги видобутку в копальні Мелроуз істотно зросли й у 1937/1938 фінансовому році досягнули 279 тисяч тонн.
У 1947-му BHP закрила копальню Мелроуз та остаточно перейшла на живлення своїх металургійних комбінатів (до яких вже додався третій у Ваяллі) від копальні Рапід-Бей (штат Південна Австралія).
Втім, діяльність майданчика підтримувала Melrose Agricultural Lime, яка з 1940-го виробляла з відходів копальні вапняк для сільськогосподарських потреб. Обсяги виробництва були невеликі, так, відомо, що в 1948 та 1955 роках виробили 10 та 14 тисяч тонн відповідно. У другій половині 1960-х середньорічне виробництво скоротилось до 1,7 тисячі тонн і в 1968-му копальню остаточно закрили (розпродаж продукції зі складу тривав по 1970 рік).